# Verkorting (schilderkunst)

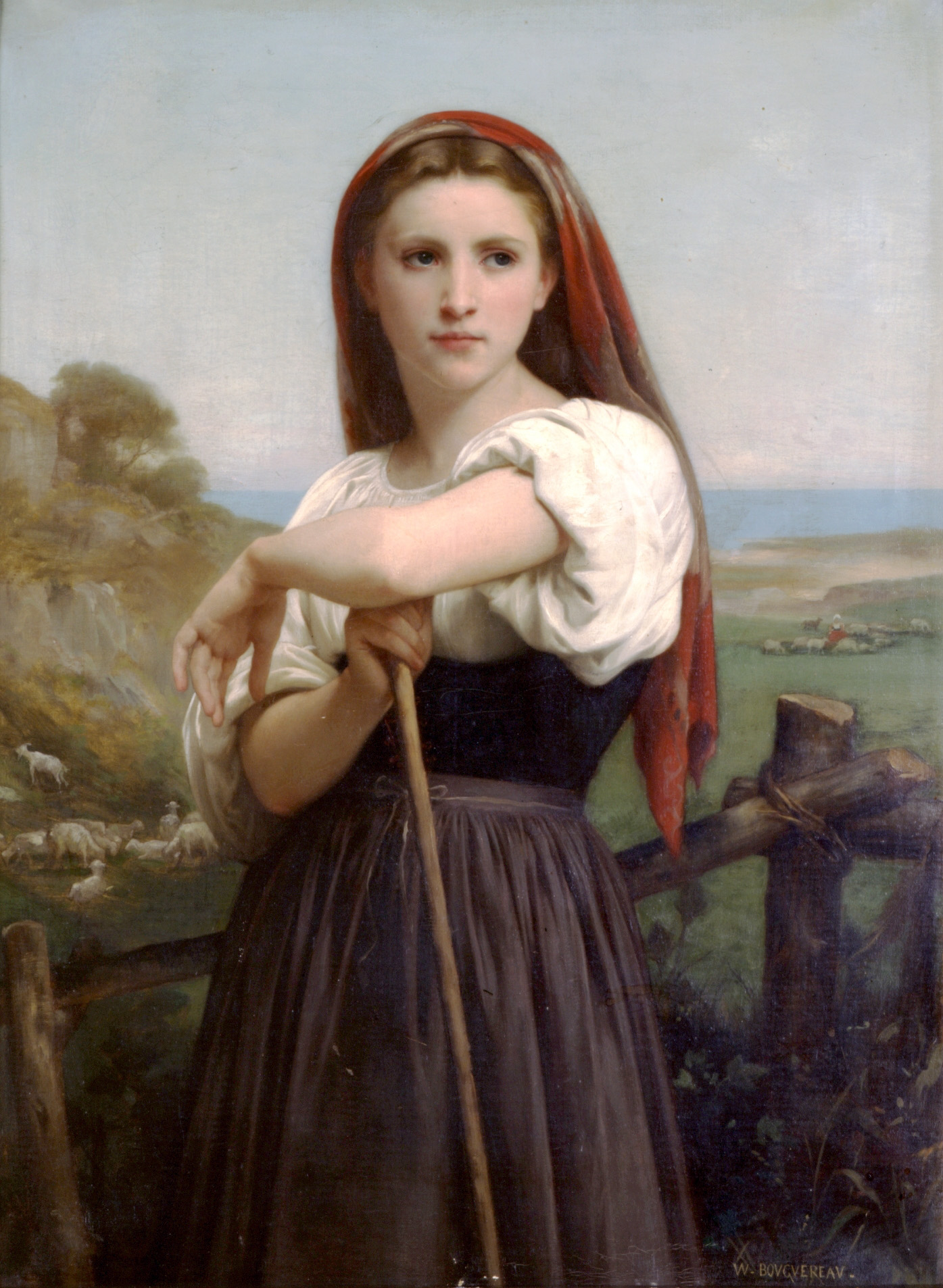
Schilderij van William-Adolphe Bouguereau. De linker onderarm van de afgebeelde herderin is sterk verkort afgebeeld, terwijl de bovenarm en de hand de normale lengte hebben

Verkorting is een term uit de schilderkunst, waarmee wordt aangeduid dat een lichaamsdeel of een ander voorwerp dat naar de schilder toe wijst of ervandaan, door de werking van het perspectief sterk wordt verkort.
Pas als een tekenaar of schilder de verkorting goed in beeld kan brengen, kan hij een realistisch lichaam afbeelden.
Verkorting kan ook gebruikt worden om een sterker effect te bereiken. Door de verkorting lijkt bijvoorbeeld een naar de kijker wijzende arm, hand en vinger, uit het schilderij te komen.